# 李夕兵
李夕兵（1962年10月—），湖南宁乡人，中国农工民主党党员，中南大学教授，研究领域为岩石动力学。发表论文数百篇，出版多本学术著作，获得中国青年科技奖等多个奖项。中华人民共和国教育部第三批“长江学者”特聘教授，

## 生平
1979年9月到1986年6月，先后获得中南矿冶学院（今中南工业大学）矿山系学士、硕士学位；1986年6月到1994年10月，在中南工业大学（后合并为中南大学）留校任教并先后获博士学位、完成博士后研究；
1994年10月到1998年7月，在中南工业大学资源环境与建筑工程学院任教，后升任教授；
1999年8月至2001年5月任南洋理工大学研究员；
2001年5月起任中南大学采矿与岩土力学研究所任教授、后任同校资源与安全学院院长，2008年9月至今任校长助理。